# Большебаиково
Большебаи́ково (баш. Оло Байыҡ, на картах встречается также как Большебайково) — деревня в Ишимбайском районе Башкортостана, в России. Входит в Байгузинский сельсовет.

## Название деревни
Основатель деревни Сейтяк, отсюда русское название Сейтяково. Известны сыновья Сейтяка: старший Сайфулла (1757—?), его дети: Фаткулла (у него родился Гайнулла) и Рахматулла и младший Саиткул (1767—1813), его дети: Абубакир, Фаткулла, Зайнулла.
Как Баиково деревня известна с 1816 года. Между 1850 и 1858 гг. образовался выселок Малое Баиково, поэтому старое поселение стало называться Большебаиково.

## История
В конце XVIII века деревня насчитывала 18 дворов и 111 жителей.
В 1816 г. — 18 дворов с 105 вотчинниками. Деревней владел сотник Баик Сарбаев. В 1755, 1761 годах он участвовал в продаже вотчинных земель, причем в то время он жил в д. Алимгулово, основанной Алимгулом Сапаргуловым. Брат Баика —Баймурат. Дети Баика: Каикберды, Тимербай (1772—1817).
В 1839 г. зафиксировано 25 дворов со 142 жителями владело 162 лошадьми, 90 коровами, 31 овцой, 4 козами, 53 ульями, 3 бортями.
В середине XX века в деревне было 175 человек и 22 двора.

## Население
| 1800 | 1816 | 1839 | 1850 | 1920 | 2002 | 2009 |
| ---- | ---- | ---- | ---- | ---- | ---- | ---- |
| 111  | ↘105 | ↗142 | ↗175 | ↗193 | ↘51  | ↘50  |
| 2010 |      |      |      |      |      |      |
| ↗52  |      |      |      |      |      |      |

## Ветераны Отечественной войны 1812 года
Ветераны Отечественной войны 1812 года учтенные в 1836—1839 гг., получившие медали «За взятие Парижа 19 марта 1814 года» и «В память войны 1812 года»:
- Мухаметгали Каипбердин;
- Гали Юнлебаев.

## Географическое положение
Протекает река Байык. Западнее села расположена гора Ташлыгыртау.
Расстояние до:
- районного центра (Ишимбай): 21 км,
- центра сельсовета (Кинзебулатово): 6 км,
- ближайшей ж/д станции (Салават): 35 км.

## Улицы
- Татарская;
- Центральная.

## Достопримечательности
- Гора Ташлыгыртау (башк. Ташлығыр тау, "Ташлы" —  каменная, "гыр "— поле, «тау» — гора). Высота — 380,6 м. Гору хорошо видно по дороге районного значения Ишимбай — Воскресенское и со стороны деревни Большебаиково.

- Река Баик

Берёт начало на восточном склоне горы Ташлыгыртау, в лесистой местности. В начале течёт на северо-восток. У деревни Большебаиково поворачивает на восток — юго-восток. Перед устьем разделяется на два рукава. Впадает в реку Тайрук с левой стороны, у деревни Кызыл-Юлдуз.